# Illyés Bálint
Illyés Bálint (Fehérgyarmat (Szatmár megye), 1835. október 2. – Budapest, 1910. december 1.) református lelkész, író, 1848-as honvéd, országgyűlési képviselő.

## Élete
Illyés István református lelkész és Szathmári Ágnes fia. Iskoláit a sárospataki református főiskolában kezdte meg. 1849 áprilisában a honvédek sorába lépett mint szabadvadász, ahol mint a tábor legifjabb katonája a legénységtől selyem káplár nevet nyert; csakhamar alvadász, később hadnagy lett. A szabadságharc után ismét Sárospatakon folytatta félbeszakadt tanulói pályáját, ahol különösen Erdélyi Jánosnak becsülését és szeretetét bírta, aki felismerte költői hajlamát, szépirodalmi munkálkodásra buzdította, lelkesítette és oktatta. A bölcselet és teológia végeztével, Erdélyi ajánlására a marosvásárhelyi református gimnáziumba ment ideiglenes tanárnak, ahol különösen a költészetet, az ókori irodalmat és történelmet, egyszersmind a görög nyelvet tanította. Három évi tanári működés után báró Kemény György (későbbi tordamegyei főispán) házához került nevelőnek, az irodalmi téren is ismert báró Kemény Endre mellé; 1860-ban szatmári segédlelkész és tanár lett, 1861-ben a tiszabecsi egyház, 1868-ban pedig a kisújszállási népes gyülekezet választotta meg lelkészének. Itt érte őt az a megtiszteltetés is, hogy a tiszántúli egyházkerület aljegyzővé, egyházmegyéje tanácsbírájává, 1881-ben pedig zsinati képviselővé választotta Debrecenbe. A kisújszállási kerület 1887-ben függetlenségi és 48-as programmal országgyűlési képviselővé választotta, és miután véglegesen visszavonult a lelkészi pályától, csak képviselői és írói munkásságának élt. A 19. század utolsó évtizedeiben Kistarcsán élt.
Budapesten hunyt el 1910. december 1-jén (sírkövén tévesen október 29. olvasható). Temetésére másnap került sor Gödöllőn, a Dózsa György úti temetőben. Felesége, Gáborjáni Szabó Karolina (elhunyt 1891. április 29-én) mellett helyezték örök nyugalomra.

## Írásai
Eleinte Zelemér név alatt írt a Vasárnapi Ujságba (1859) népdalokat; ugyanott 1864-ben lépett fel saját neve alatt Kölcsey emlékezete c. ódájával, melyet a Kölcsey-szobor leleplezési ünnepélye alkalmával szavalt el; ez időtől fogva a lapnak rendes munkatársa lett, hol azóta (1895-ig) költeményei és olaszországi naplója (1881) jelentek meg. Irt ezenkívül a következő lapokba: Igazmondó (1876-77), Nefelejts, Divat, Fővárosi Lapok, Ellenőr Egyetértés, Magyar Ujság, Magyarország és a Nagyvilág, Ország-Világ s több vidéki lapba (Debreczen 1886, 245. szám) és albumokba (Kossuth-album, Honvéd-album, Hunyadi-album, Batthyáni-album, sat.); ezenkívül álnév alatt vagy nélkül könyvismertetéseket és egyéb cikkeket. A Két dalnok c. balladája a Kisfaludy Társaság 1870-ben pályaművei közt kiemeltetett; Csokonai emlékezete c. ódáját pedig 1871-ben első helyen tüntette ki dicsérettel.
Hat verse megjelent a Vajda Gyula által szerkesztett Ünnepi versek című iskolai szavalókönyvben (Budapest, 1907). A versek címei: Március 15-én; A "Szabadság" ünnepén; A legnagyobb gyásznap; Batthyány hamvai felett; Sirod ormán; Kossuth meghalt.

## Munkái
- Uj temető ünnepélyes felavatásakor tartott egyházi beszéd és ének. Debreczen, 1871
- Temetési és emlék-beszédek. Uo. 1873
- Költemények. Budapest, (1876. Ism. Vasárnapi Ujság 53. szám. Petőfi Társaság Lapja 1877. 3. sz., Ellenőr 5. és 11. sz.)
- Felebaráti szeretet a Krisztus szellemében. Karczag, 1877. (Ism. Prot. Egyh. és Isk. Lap 40. sz.)
- Egyházi beszédek. Debreczen. 1878 (Ism. Prot. Egyházi és Isk. Lap.)
- Gyász-koszorú. Uo. 1878
- A hamis és igaz próféta. Egyházi beszéd, Karczag, 1882
- Irányi Dániel emlékezete.[5] Kecskemét, 1893
- Emlék-füzér Kossuth Lajos sírjára. Hat költemény. Budapest, 1895 (A tiszta jövedelem a Kossuth-szobor javára.)
- Kossuth apánk és kora. 1802–1902. költői dalokban. Kossuth Lajos születésének századik évfordulójára az Orsz. Függetlenségi és 48-as Pártkör megbízásából. Budapest, 1902 (Szilágyi Béla könyvkereskedő)[6]

## Emlékezete
- Kistarcsa Fenyvesliget városrészében teret neveztek el róla.
- Gödöllőn a Dózsa György úti temetőben található sírja helyi védelem alatt áll.[7]